# Luminescență

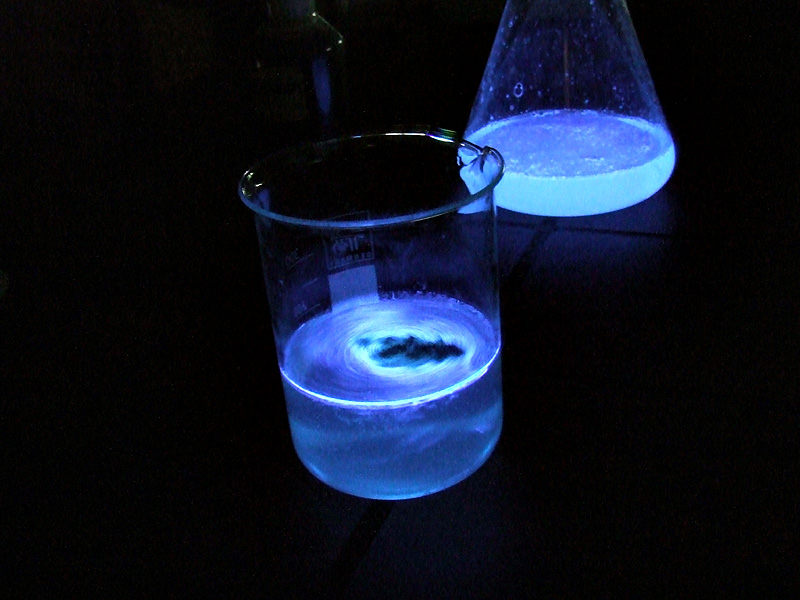
Luminol și hemoglobină

Luminescența este o radiație luminoasă care apare ca exces al radiației termice a unui corp la o temperatură dată. Pentru apariția luminescenței este necesară o sursă de energie, care diferă de energia termică de echilibru, corespunzătoare temperaturii date. Se deosebesc:

## Tipuri
- fotoluminescența, care apare ca rezultat al absorbției luminii. De obicei, lungimea de undă {\displaystyle \lambda _{\mathit {l}}} a luminescenței este mai mare decât lungimea de undă {\displaystyle \lambda } a luminii care o excită (legea lui Stocks). Sunt însă cunoscute cazuri când {\displaystyle \lambda _{\mathit {l}}<\lambda }:
- electroluminescența, condiționată de câmpul electric exterior în care este plasată substanța;
- magnetoluminescența, condiționată de câmpul magnetic exterior în care este plasată substanța;
- catodoluminescența, excitată de iradierea substanței cu fascicule de electroni rapizi;
- triboluminescența, determinată de acțiuni mecanice exterioare;
- chemoluminescența, care apare în unele procese chimice;
- bioluminescența, ce se observă la unele bacterii, ciuperci și animale nevertebrate (de exemplu, licuricii).

## Fundamente
Fizicianul sovietic S. I. Vavilov a stabilit că durata luminescenței depășește cu mult perioada medie a undelor de lumină. El a descoperit dependența luminescenței de frecvenței luminii excitatoare. După durata luminescenței, se deosebesc fluorescența și fosforescența. În cazul fluorescenței, electronul trece, sub acțiunea sursei de energie exterioare, pe un nivel excitat, iar peste 10-8 s, trece spontan în starea inițială și simultan emite o cuantă de lumină (luminescența lichidelor organice etc.). În cazul fosforescenței, electronul excitat trece pe un nivel metastabil intermediar, iar după un interval de timp {\displaystyle \tau >10^{-8}}, se întoarce în starea fundamentală. Cristalele fosforescente (fosfori) conțin atomi străini (activatori), care emit o anumită lungime de undă în dependență de natura activatorului.
Cele mai studiate sunt foto- și electroluminescența. În fizica contemporană se studiază așa-numita emisie stimulată, prezisă de Albert Einstein în 1918. Aceasta, spre deosebire de emisia spontană, depinde de densitatea de energie a radiației și este folosită la crearea unor generatoare cuantice.